# STS-81
STS-81 byla mise raketoplánu Atlantis. Cílem letu bylo páté setkání raketoplánu s ruskou orbitální stanicí Mir. Raketoplánem se na Zemi vracel John E. Blaha, který pracoval na vesmírné stanici a kterého zde vystřídal Jerry M. Linenger.

## Posádka
- Michael A. Baker (4), velitel
- Brent W. Jett, Jr. (2), pilot
- Peter J.K. Wisoff (3), letový specialista 1
- John M. Grunsfeld (2), letový specialista 2
- Marsha S. Ivinsová (4), letový specialista 3

### Nový člen posádky Miru
- Jerry M. Linenger (2), letový specialista 4

### Návrat z mise na Miru
- John E. Blaha (5), letový specialista 4

## Průběh mise
STS-81 byla pátou z devíti plánovaných misí na Mir a druhá, která měnila amerického astronauta. John Blaha, který byl na Miru 118 dní od 9. září 1996, byl vystřídán astronautem Jerrym Linengerem. Linenger pak strávil na Miru více než čtyři měsíce. Na Zemi se vrátil s misí STS-84, která měla odstartovat v květnu 1997.
V nákladovém prostoru Atlantisu byl uložen dvojitý modul SPACEHAB-DM (Double Module) , který sloužil k rozšíření prostoru pro experimenty. Raketoplán úspěšně odstartoval 12. ledna 1997 z Kennedyho vesmírného střediska a u Miru přistál 15. ledna 1997, v 03:54:49 UTC. Po přivítání posádek začali všichni plnit hlavní úkol, a to dopravit dovezený materiál na palubu vesmírné stanice. V průběhu pěti dní, kdy byl raketoplán zakotven u Miru posádka překládala vodu - 635 kg a zásoby z jedné kosmické lodi na druhou. Na Mir se přesunulo 516 kg amerického vědeckého vybavení, 1 000 kg ruských zásob a 122 kg ostatního materiálu. Byla to do té doby největší zásobovací mise raketoplánu. Zpět na Zem dopravil Atlantis 570 kg materiálu z provedených amerických vědeckých pokusů na Miru, 405 kg ruského nákladu a 97 kg ostatního materiálu.

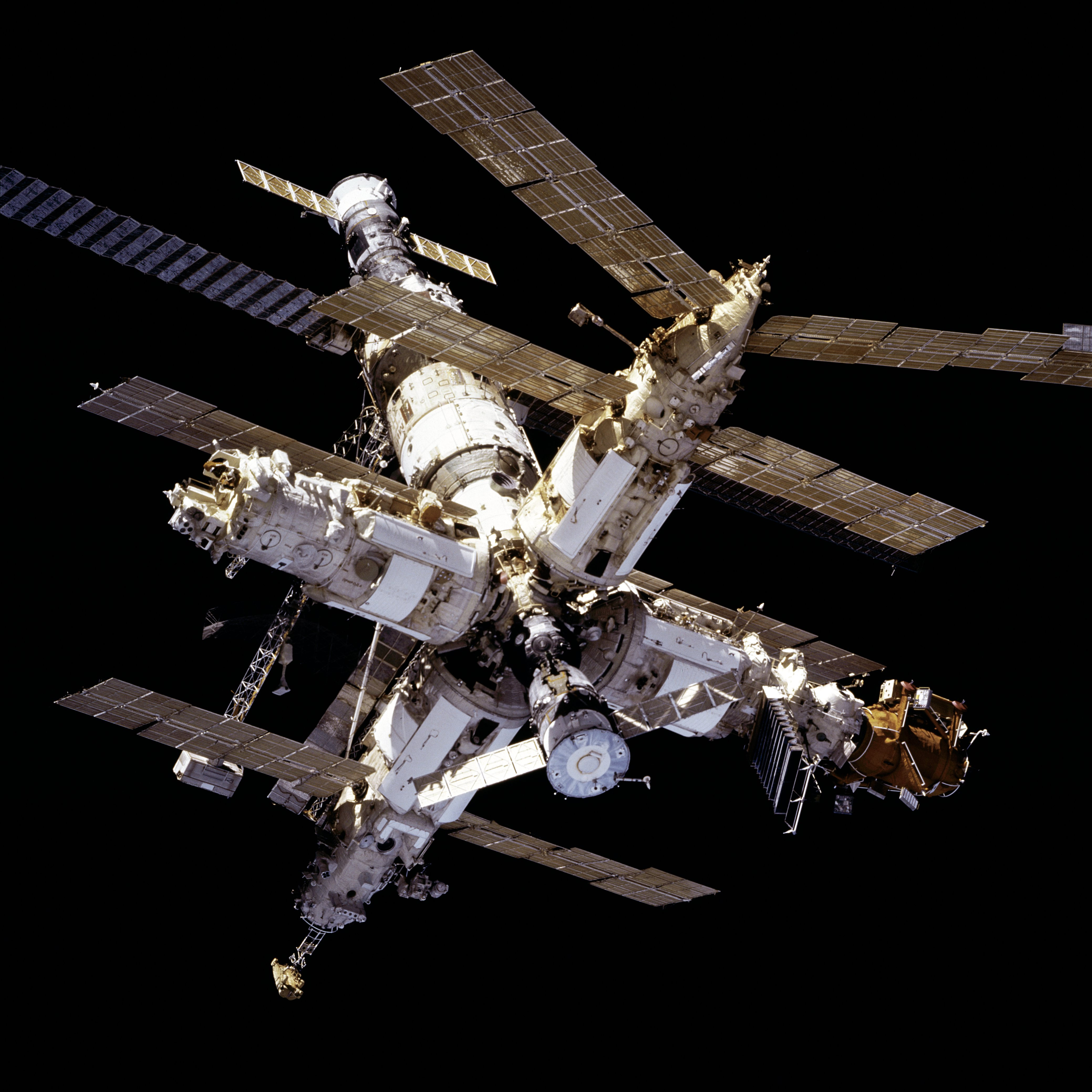
Fotografie orbitální stanice Mir z raketoplánu Atlantis při misi STS-81

Vedle doplňování zásob kosmické stanice se posádky také věnovaly naplánovaným vědeckým experimentům zaměřených na biologii, studium mikrogravitace a zkoumání vesmíru. Cílem pokusů bylo především získat informace pro budoucí plánování a výstavbu Mezinárodní kosmické stanice (ISS).

### Některé experimenty
- skleník pro pěstování rostlin Biorack
- experiment s fotografováním Země, do kterého byly zapojeny některé školy - KidSat
- měřič radiace kosmického prostoru, umístěný ve skleníku Biorack - Cosmic Radiation and Effects Monitor (CREAM)
- test vibrací vznikajících při cvičení kosmonautů (Treadmill Vibration Isolation and Stabilization System – TVIS)
- zjištění chování stanice a raketoplánu při působení tahu malého raketového motoru

### Ukončení mise
K odpojení raketoplánu od stanice došlo 20. ledna 1997 ve 02:15:44 UTC, kdy se po obletu stanice vydal Atlantis na zpáteční cestu na Zem. Raketoplán přistál bez problémů na Kennedyho vesmírném středisku 22. ledna 1997 ve 14:23:51 UTC po letu trvajícím 10 dní 4 hodiny a 56 minut.